# Valerie Bures-Bönström
Valerie Christine Bures-Bönström (* 14. Juni 1979 in Berlin) ist eine deutsche Unternehmerin und Informatikerin. Sie ist Mitbegründerin des Fitnesskettenfranchiseunternehmens „Mrs.Sporty“, CEO und Gründerin der Unternehmen Pixformance Sports GmbH und Etone Motion Analysis GmbH, hinter der Marke VAHA. 

## Leben
Nach ihrem Abitur 1998 studierte Bures-Bönström bis 2002 Informatik an der Freien Universität Berlin. Ihr Studium schloss sie mit einer Diplomarbeit zum Thema „Storing RDF as a graph“ ab. Im Jahr 2009 schloss sie ein ergänzendes Studium an der London Business School im Rahmen des London Executive MBA Programms in Dubai mit dem Executive MBA ab.
Seit 2003 ist Bures-Bönström vor allem als Mitgründerin und Gesellschafterin der Fitnessstudio-Kette Mrs.Sporty bekannt. Um das Mrs.Sporty-Trainingskonzept zu perfektionieren, entwickelte sie die sogenannte Pixformance-Station, ein digitales Trainingsgerät, basierend auf einer Software für funktionelles Training. 2012 gründete Bures-Bönström das Unternehmen Pixformance Sports GmbH, das sich auf die digitale Bewegungstherapie in der Fitness- und Gesundheitsbranche spezialisiert hat. Mittlerweile (Stand: 2021) ist Pixformance bereits in über 600 Fitness, Reha- und Gesundheitseinrichtungen im Einsatz und zählt über 375.000 Trainierende auf der ganzen Welt. Im Jahr 2019 startete Bures-Bönström mit dem Start Up Etone Motion Analysis GmbH das Unternehmen hinter der Marke VAHA, einer interaktiven Fitnesslösung für Zuhause, das bereits ein Investment in zweistelliger Millionenhöhe erhielt und Manuel Neuer als Partner zählt. VAHA wurde 2021 mit dem Red Dot Award in der Kategorie Product Design ausgezeichnet sowie beim ISPO Award 2021 mit den höchsten Auszeichnungen prämiert: „Gold Winner“ und „Product of the Year“.
Im Jahr 2021 wurde Bures-Bönström vom Handelsblatt zu den 50 einflussreichsten Frauen der deutschen Tech-Szene ausgezeichnet. 2021 war sie auf dem Titelblatt des Forbes-Magazin (Februar-Ausgabe “Health & Wealth”), das sich denjenigen Unternehmern und Wissenschaftlern widmete, die in der Pandemie „ihre Innovationskraft, Anpassungsfähigkeit und Resilienz bewiesen haben“.
Bures-Bönström hat drei Kinder.

## Veröffentlichungen
- mit Elmar Trunz-Carlisi: Das Mrs. Sporty Konzept.Wunderlich, 2008
- mit Katharina Brinkman: Functional Training für Frauen: Den Körper straffen, die Haltung verbessern, Fett verbrennen – zu Hause oder im Studio. Riva Verlag, 2016